# Premier Division de Gales
La Welsh Premier Division (Prifadran Cymru en galés) llamada Admiral Premiership  por motivos de patrocinio, es un torneo organizado por la Welsh Rugby Union y la máxima categoría de dicho deporte en el País de Gales.
A finales de la temporada 2023-24 se anunció que diez equipos participantes de la Premier Division dejarían la competencia para formar el nuevo Super Rygbi Cymru, una competencia que servirá para mejorar el nivel del rugby gales disminuyendo la brecha entre el rugby amateur y el profesionalismo del United Rugby Championship, dejando a la Premier Division como la tercera competencia más importante de Gales.

## Historia
La liga comenzó con la temporada 1990-1991.

### Liga Escocesa-Galesa
Desde 1999 al 2002 se llegó a un acuerdo para formar la Welsh-Scottish League, torneo que involucro equipos de Escocia y Gales, tal torneo desarrolló tres temporadas que fueron ganadas por equipos galeses.

## Sistema de disputa
Cada equipo disputa encuentros frente a cada uno de los rivales a una sola ronda, totalizando 11 partidos cada uno.
El equipo que al finalizar el torneo obtenga más puntos, se corona como campeón del torneo.
Puntuación
Para ordenar a los equipos en la tabla de posiciones se los puntua según los resultados obtenidos.
- 4 puntos por victoria.
- 2 puntos por empate.
- 0 puntos por derrota.
- 1 punto bonus por ganar haciendo 3 o más tries que el rival.
- 1 punto bonus por perder por siete o menos puntos de diferencia.

## Campeones
| Edición | Edición | Campeón        |
| ------- | ------- | -------------- |
| 1       | 1990-91 | Neath RFC      |
| 2       | 1991-92 | Swansea RFC    |
| 3       | 1992-93 | Llanelli RFC   |
| 4       | 1993-94 | Swansea RFC    |
| 5       | 1994-95 | Cardiff RFC    |
| 6       | 1995-96 | Neath RFC      |
| 7       | 1996-97 | Pontypridd RFC |
| 8       | 1997-98 | Swansea RFC    |
| 9       | 1998-99 | Llanelli RFC   |
| 10      | 1999-00 | Cardiff RFC    |
| 11      | 2000-01 | Swansea RFC    |
| 12      | 2001-02 | Llanelli RFC   |
| 13      | 2002-03 | Bridgend RFC   |
| 14      | 2003-04 | Newport RFC    |
| 15      | 2004-05 | Neath RFC      |
| 16      | 2005-06 | Neath RFC      |
| 17      | 2006-07 | Neath RFC      |
| 18      | 2007-08 | Neath RFC      |
| 19      | 2008-09 | Cardiff RFC    |
| 20      | 2009-10 | Neath RFC      |

| Edición | Edición | Campeón                |
| ------- | ------- | ---------------------- |
| 21      | 2010-11 | Llanelli RFC           |
| 22      | 2011-12 | Pontypridd RFC         |
| 23      | 2012-13 | Pontypridd RFC         |
| 24      | 2013-14 | Pontypridd RFC         |
| 25      | 2014-15 | Pontypridd RFC         |
| 26      | 2015-16 | Ebbw Vale RFC          |
| 27      | 2016-17 | Merthyr RFC            |
| 28      | 2017-18 | Merthyr RFC            |
| 29      | 2018-19 | Merthyr RFC            |
| 30      | 2019-20 | Cancelado por COVID-19 |
| 31      | 2021-22 | Cardiff RFC            |
| 32      | 2022-23 | Llandovery RFC         |
| 33      | 2023-24 | Llandovery RFC         |
| 34      | 2024-25 | Merthyr RFC            |
| 35      | 2025-26 | A disputarse           |

## Palmarés
| Equipo         | Títulos | Temporadas                               |
| -------------- | ------- | ---------------------------------------- |
| Neath RFC      | 7       | 1991, 1996, 2005, 2006, 2007, 2008, 2010 |
| Pontypridd RFC | 5       | 1997, 2012, 2013, 2014, 2015             |
| Llanelli RFC   | 4       | 1993, 1999, 2002, 2011                   |
| Swansea RFC    | 4       | 1992, 1994, 1998, 2001                   |
| Cardiff RFC    | 4       | 1995, 2000, 2009, 2022                   |
| Merthyr RFC    | 4       | 2017, 2018, 2019, 2025                   |
| Llandovery RFC | 2       | 2023, 2024                               |
| Bridgend RFC   | 1       | 2003                                     |
| Newport RFC    | 1       | 2004                                     |
| Ebbw Vale RFC  | 1       | 2016                                     |